# پای گرگ اروپایی
پای گرگ، پای گرگ اروپایی گیاهی، از سرده پای گرگ و بومی اروپا و آسیا است و در ایالات متحده نیز بومی‌سازی شده‌است.
پای گرگ اروپایی در تالاب‌ها می‌روید و زمان گلدهی آن، از ژوِئن تا سپتامبر است و از اوت تا اکتبر نیز دانه تولید می‌کند.